# Lac Le Roy
Lac Le Roy är en sjö i Kanada.   Den ligger i regionen Nord-du-Québec och provinsen Québec, i den östra delen av landet, 1 500 km norr om huvudstaden Ottawa. Lac Le Roy ligger 154 meter över havet. Arean är 48 kvadratkilometer. Den sträcker sig 17,3 kilometer i nord-sydlig riktning, och 16,2 kilometer i öst-västlig riktning.
Omgivningarna runt Lac Le Roy är i huvudsak ett öppet busklandskap. Trakten runt Lac Le Roy är nära nog obefolkad, med mindre än två invånare per kvadratkilometer.